# Gryon urum
Gryon urum är en stekelart som beskrevs av G. Mineo 1982. Gryon urum ingår i släktet Gryon och familjen Scelionidae. Inga underarter finns listade i Catalogue of Life.